# Rivière Savalette
Rivière Savalette är ett vattendrag i Kanada.   Det ligger i provinsen Québec, i den östra delen av landet, 1 300 km nordost om huvudstaden Ottawa.
Trakten runt Rivière Savalette är nära nog obefolkad, med mindre än två invånare per kvadratkilometer.